# 葛山城 (駿河国)
葛山城（かずらやまじょう）は、静岡県裾野市にあった日本の城。裾野市指定史跡。

## 概要
駿東地域一帯に勢威を振った葛山氏の城である。平時の城である「葛山館」と菩提寺の仙年寺の裏山にある詰城とも土塁や堀切、曲輪など遺構がよく残っている。

## 地勢
葛山城跡は、愛鷹山の尾根が東方に伸びた末端にある、海抜270.4メートルの愛宕山頂部に築城されている。

## 構造
主曲輪は、愛宕山の頂部に削平された平場に配置されている。主曲輪より6〜8メートル下段に二ノ曲輪が配され、さらに下段に通路状の三ノ曲輪が全体を取り囲んで配されている。三ノ曲輪の東西には尾根稜部を切断した形で二重空堀切がある。。放射状竪堀があるが、武田氏の築城術と推定されている。

## 歴史

### 葛山氏の居城として
葛山氏は、鎌倉期から室町期に、駿河東部の名族として御家人・将軍家奉公衆として活躍し、室町後期から戦国期には守護の今川家の傘下となりながら、葛山城を築城し、国衆として独自の領国運営と領土防衛をしていた。駿河東部に位置する葛山氏の領地は、今川氏・後北条氏・武田氏と接するため、生き残りのため、今川氏・後北条氏両者と関係を結んでいたが、大名間の力関係により、主家を変えることもたびたびあった。武田信玄が、1568年（永禄11年）に駿河に侵攻した際には、敵対していた今川氏を援助する後北条氏に、武田氏側についていた当主葛山氏元は葛山城を奪われた。1571年(元亀2年）に武田氏・後北条氏の和解が成立すると、武田信玄は氏元を処刑し、変わって信玄の六男信貞に、後北条氏から返還された葛山城を継がせた。その後、武田氏の支配下に置かれ続けた葛山城は、1582年（天正10年）に武田氏が滅亡するとともに廃城となった。

### 現在
地元の葛山城保存会によって、葛山城跡と居館跡は保存状態が良好に手入れされている。

## もののふの里
もののふの里は、葛山城址及び仙念寺周辺を中心に開催されているイベントである。葛山氏の本拠地である葛山城址と菩提寺の仙念寺を周知するために行われている。

- 1990年、裾野市商工会、商工会青年部が主催し、景ケ島公園を中心にもののふの里を開催した。イベントでは、鎧武者の行列が仙念寺に向けてパレードを行った。[5]
- 1992年、もののふの里フェスティバルとして富岡地区コミセン祭と同時開催された。千福が丘ひかり幼稚園の鼓笛隊や富岡第一小学校のブラスバンドも加わり、総勢450人の武者行列が行われた。[6]
- 1994年、もののふの里フェスティバルには、1万人を越す人出があった。[7]
- 2020年には、もののふの里「葛山城」まつりとしてイベントが開催されている。

## 歌
1984年、葛山城址保存会により葛山城への思いを詠った歌「ああ幻の葛山城」が作られた。